# Ninoxe du Romblon
Ninox spilonotus
Espèce
Statut de conservation UICN

 EN  : En danger
Statut CITES
La Ninoxe du Romblon (Ninox spilonotus) est une espèce d'oiseaux de la famille des Strigidae, autrefois considérée comme une sous-espèce de la Ninoxe des Philippines (N. philippensis).

## Répartition
Cette espèce vit dans le centre-ouest des Philippines, sur les îles de Sibuyan, Tablas et de Camiguin Sur.

## Sous-espèces
D'après la classification de référence (version 14.1, 2024) de l'Union internationale des ornithologues, la Ninoxe du Romblon possède 2 sous-espèces (ordre philogénique) :
- Ninox spilonotus spilonotus Bourns & Worcester, 1894 ;
- Ninox spilonotus fisheri Rasmussen et al., 2012[2].